# 魯道夫三世 (哈赫貝格-索森貝格)

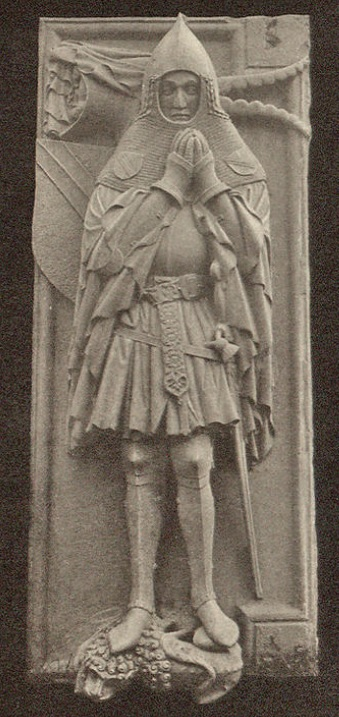
魯道夫三世

魯道夫三世（Rudolf III. von Hachberg-Sausenberg），哈赫貝格-索森貝格藩侯，魯道夫二世之子，1352年至1428年在位。
魯道夫三世與安娜·馮·弗萊堡-諾因堡（Anna von Freiburg-Neuenburg）結婚，他們的兒子是威廉。